# André Germain
André Benedict Henri Germain, Pseudonym Loïs Cendré, (* 12. August 1882 in Montvicq (Allier); † 15. September 1971 in Paris) war ein französischer Journalist, Essayist, Dichter und Schriftsteller. Er wurde unter anderem bekannt durch den Roman Mephisto von Klaus Mann, in dem er in Gestalt der Figur des Pierre Larue auftritt. Auch im Roman Treffpunkt im Unendlichen hat Klaus Mann ihn dargestellt: in der Figur des Maurice Larue.

## Leben
Germain war der Sohn eines Bankiers, der es als Begründer des Bankhauses Crédit Lyonnais zu beträchtlichem Reichtum gebracht hatte. Als Erbe des Familienvermögens besaß Germain mehrere Millionen Francs sowie eine berühmte Villa oberhalb von Florenz, in die er in späteren Jahren vor allem deutsche Künstler und Intellektuelle einlud. Eine frühe Prägung erfuhr Germain durch den kulturellen Salon seiner Eltern in Paris, einem typischen „Belle Epoque“-Salon mit starkem politischen Einschlag. In jungen Jahren heiratete Germain eine Tochter von Alphonse Daudet. Die Ehe, die „schaurig“ gewesen sein soll, wurde nach vierzehn Monaten am 16. Januar 1908 annulliert.
Schon früh stellte Germain die verschiedenen Aspekte von Kunst und Kultur, vor allem aber die Literatur, in den Mittelpunkt seines Interesses. Noch vor dem Ersten Weltkrieg wurde er als Dandy und Autor von Gedichten und Texten feuilletonistisch-kulturbetrachtenden Inhaltes eine bekannte Persönlichkeit auf der kulturellen Bühne seines Heimatlandes und später auch in Deutschland – für das er ein besonderes Faible entwickelte – sowie dem übrigen europäischen Ausland.
Nach dem Ersten Weltkrieg war André Germain unter Edmond Jaloux Mitherausgeber der Zeitschrift Revue Européenne. Zu dieser Zeit wohnte er in einem prächtigen Hôtel particulier in Paris hinter dem Rathaus, mit Blick auf die Kathedrale von Notre Dame.
Seit den 1920er Jahren hielt sich Germain, der ausgezeichnet deutsch sprach, häufig über längere Zeit in Berlin und anderen größeren deutschen Städten auf. In den frühen 1930er Jahren hegte er erkennbare Sympathien für die nationalsozialistische Ideologie und den NS-Staat. So schrieb er ein Buch mit dem Titel „Hitler oder Moskau?“ (frz. Hitler ou Moscou?), wobei er zu erkennen gab, dass er, vor die Wahl gestellt, eher für die erstere Option sei. Während des Vichy-Regimes in Frankreich hielt Germain allerdings deutlich Distanz zu den Vertretern der Besatzungsmacht.
In Deutschland kam Germain in den 1920er und 1930er Jahren mit zahlreichen bedeutenden Exponenten des kulturellen Lebens jener Zeit zusammen, so mit den Schriftstellern Gerhart Hauptmann, Ernst Jünger, Kurt Tucholsky, Bertolt Brecht und insbesondere mit den Geschwistern Klaus und Erika Mann. Ferner hatte er auch engere Beziehungen zu Carl Schmitt sowie zu Harro Schulze-Boysen, der 1931 eine Weile als sein Privatsekretär mit ihm durch Frankreich reiste. Von literaturgeschichtlicher Folgenschwere war insbesondere die Beziehung zu Klaus Mann: Nach einem längere Zeit währenden freundschaftlichen Verhältnis entzweiten sich beide Männer infolge persönlicher Sticheleien – Germain bezeichnete Mann, nachdem dieser sich Geld suchend an ihn gewandt hatte, kurzerhand als „Narziss des Sumpfes“, wofür dieser sich revanchierte, indem er Germain als den „letzten Schrei der Crédit Lyonnais“ verspottete. Germains Nähe und Sympathie für die Nationalsozialisten – er verkehrte von 1933 bis 1938/1939 in Berlin auf gesellschaftlicher Ebene auf das Engste mit den politischen Führern des NS-Staates sowie mit den Vertretern des nationalsozialistischen Kulturbetriebes – nahm Mann zum Anlass, Germain auch literarisch unter Beschuss zu nehmen: Für seinen Roman Mephisto wählte er Germain als Vorlage einer der eher negativ gezeichneten Figuren dieses als Gleichnis des Panoramas des Theater- und Kulturlebens im frühen NS-Staat angelegten Werkes. Namentlich erscheint Germain in wenig chiffrierter Form dort als französischer Diplomat und Salonlöwe, der die Nähe der Nationalsozialisten sucht und sich bei diesen anbiedert.

## Bewertungen
Optisch wird Germain als ein „der äußeren Erscheinung nach schmächtig[er] und wenig standfest[er]“ Mann beschrieben. Georg Zivier nannte ihn „immens homosexuell“ und „in die gesamte Hitlerjugend verlieb[t]“.
Unter den kulturellen Größen seiner Zeit war sein Ruf durchwachsen: Für Hugo von Hofmannsthal war er beispielsweise „der cerebrale Homunculus aus Paris“. Nicolaus Sombart erinnerte sich an Germain: „Er gehört zu jenen legendären Gestalten des alten Europa, der jeder einmal in seinem Leben begegnet ist, von der jeder gehört hat. Er war irgendwie alterslos, wie Cagliostro.“
In der Forschungsliteratur wird er in das Panorama seiner Wirkungszeit mit Formeln wie „ein ruhelos herumziehender Kunstbeflissener“ oder „ein origineller Geist und Ästhet, der seine scharfe Beobachtungsgabe“ besessen habe, eingefügt.

## Werke (Auswahl)
- Cœurs inutiles. 1906.
- La Cousine et l’ami. 1907.
- Poèmes voilés. (Loïs Cendré) 1912.
- Le double visage. (Loïs Cendré) (1913).
- Poèmes pour Pâques et sept dessins par celui qui aime l’amour. (Loïs Cendré) 1915.
- Les flammes et les voiles. (Loïs Cendré) 1915.
- Portraits parisiens. 1918.
- Chants dans la brume. (1918, 1923).
- Têtes et fantômes. 1923.
- De Proust à Dada. 1924.
- Chez nos voisins. 1927.
- La révolution espagnole: en vingt-cinq tableaux. 1931.
- Hitler ou Moscou? 1933.
- Egisto Paolo Fabbri in Memoriam. 1934.
- Der Weg zur Verständigung: die politische Lage in Frankreich und ihre Auswirkung auf Deutschland. 1935.
- Goethe et Bettina. 1939.
- Maria Popesco: amoureuse et criminelle? 1947.
- Le mort dans le cresson. 1956.